# Distichona varia
Distichona varia là một loài ruồi trong họ Tachinidae.